# パルム・ドッグ賞
パルム・ドッグ賞は、カンヌ国際映画祭で優秀な演技を披露した犬に贈られる賞。2001年にトビー・ローズによって企画され、以来毎年、批評家たちの選考で選ばれた映画祭で上映された映画の中で優秀な演技を披露した1匹またはグループの実写もしくはアニメーションの犬に "PALM DOG" と記された革の首輪が贈られている。名称は同映画祭の最高賞であるパルム・ドールに由来する。
2002年6月に初めて取り上げられて以来、『ファイナンシャル・タイムズ・ドイチランド』、『シドニー・モーニング・ヘラルド』、『ニューヨーク・タイムズ』、BBC、『ロサンゼルス・タイムズ』、『ABCニュース』などの世界の主要報道機関によって報じられている。

## 受賞犬
- 2001年[10]
  - 受賞: 『アニバーサリーの夜に』のオーティス
    - 映画を監督したジェニファー・ジェイソン・リーが直々に賞を受け取った。

  - 次点: 『Large』のデルガド
- 2002年[11]
  - 受賞: 『過去のない男』のタハティ (役名: ハンニバル)
  - 次点: 『Mystics』のジャック・ラッセル・ソニー (別名: ジョージ)
- 2003年[12]
  - 受賞: 『ドッグヴィル』のモーゼズ
  - 次点: 『ベルヴィル・ランデブー』のブルーノ
- 2004年[13]
  - 受賞: 『モンドヴィーノ』に出演するすべての犬
  - 『ライフ・イズ・ミラクル』のアクロバティックな犬
- 2005年[14]
  - 受賞: 『天空の草原のナンサ』のブルーノ
  - 次点: 『ユアン少年と小さな英雄』のボビー
- 2006年[15]
  - 『マリー・アントワネット』のモップス
  - 次点: 『Pingpong』のシューマン (ジャイアント・シュナウザー)
- 2007年[16]
  - 初の同時受賞。
    - 『捨て犬マッカムの大冒険』のすべての迷子犬
    - 『ペルセポリス』のユキ
- 2008年[17]
  - 初の満場一致による授賞。
    - 受賞: 『ウェンディ&ルーシー』のルーシー
    - 審査員特別賞: 『ホルテンさんのはじめての冒険』のモリー
- 2009年[7]
  - 受賞: 『カールじいさんの空飛ぶ家』のダグ
  - 次点: 『イングロリアス・バスターズ』の黒いプードル
  - 次点: 『アンチクライスト』の喋るキツネ
  - コーン・オブ・シェイム: 『キナタイ -マニラアンダーグラウンド-』 (犬が車にはねられるシーンがある)
- 2010年[18]
  - 受賞: 『タマラ・ドゥルー〜恋のさや当て〜』のボス
  - 審査員特別賞: 『四つのいのち』のヴック
- 2011年[19]
  - 受賞: 『アーティスト』のアギー
  - 審査員特別賞: 『ル・アーヴルの靴みがき』のライカ
- 2012年[20]
  - 受賞: 『サイトシアーズ〜殺人者のための英国観光ガイド〜』のバンジョーとポピー
  - 審査員特別賞: 『Le grand soir』のビリー・ボブ
- 2013年[21]
  - 受賞: 『恋するリベラーチェ』のベイビー・ボーイ
- 2014年[22]
  - 受賞: 『ホワイト・ゴッド 少女と犬の狂詩曲』の250匹の犬
  - 審査員特別賞: 『さらば、愛の言葉よ』のロキシー・ミエヴィル
- 2015年[23][24][25]
  - 受賞: 『Arabian Nights』のラッキー
  - 審査員特別賞: 『ロブスター』の2匹のボーダー・コリー犬
- 2016年[26]
  - 受賞: 『パターソン』のマーヴィン

- 2017年[27][28]
  - 受賞: 『マイヤーウィッツ家の人々 (改訂版)』のアインシュタイン

- 2018年[29][30]
  - 受賞: 『ドッグマン』のチワワ

- 2019年[31][32]
  - 受賞: 『ワンス・アポン・ア・タイム・イン・ハリウッド』のブランディ
- 2020年[33][34][35]　中止（新型コロナウイルスの影響）
  - パルム・ドッグの中のパルム・ドッグ: 『アーティスト』のアギー
    - アギーの友達のダッシュが代役として首輪を受け取った。
- 2021年[36]
  - 受賞: 『The Souvenir Part II 』のローズ、ドーラ、スノウベア
- 2022年[37][38]
  - 受賞: 『War Pony』のビースト
- 2023年[39]
  - 受賞: 『落下の解剖学』のメッシ
- 2024年[40]
  - 受賞: 『Dog on Trial』のコスモス